# 巴克法斯特蜂
巴克法斯特蜂或布克法斯特蜂(Buckfast bee)，英格蘭布克法斯特修道院的亞當修士（Brother Adam）培育出抗蜜蜂壁虱病(氣管蟎)的西方蜜蜂品種，是兩個受國際承認的蜜蜂人工培育品系之一。另一個為前蘇聯蜜蜂科學研究所在 20 世紀下半葉培育成高產抗孢子蟲病蜜蜂新品種普利奧科斯基蜂（лриокский）。
1916年在英格蘭發生蜜蜂壁虱病, 摧毀修道院45個蜂群中的29個, 死亡的蜂群都是英國當地原生種歐洲黑蜂, 而存活的蜂群則是義大利蜂與本地歐洲黑蜂的雜交種。亞當修士於1950年開始培育抗該病的蜜蜂品系, 收集歐洲、中東和非洲地區的西方蜜蜂亞種, 蒐集了超過1500隻蜂后, 透過雜交育種培育出著名的巴克法斯特蜂(Buckfast bee), 具有健壯、高產、溫馴、抗氣管蟎的特性。後來巴克法斯特蜂出口至美國、澳洲、緬甸、西歐、北歐各國。
亞當神父於1996年過世, 巴克法斯特蜂的品種改良由修道院的其他人接手持續進行。

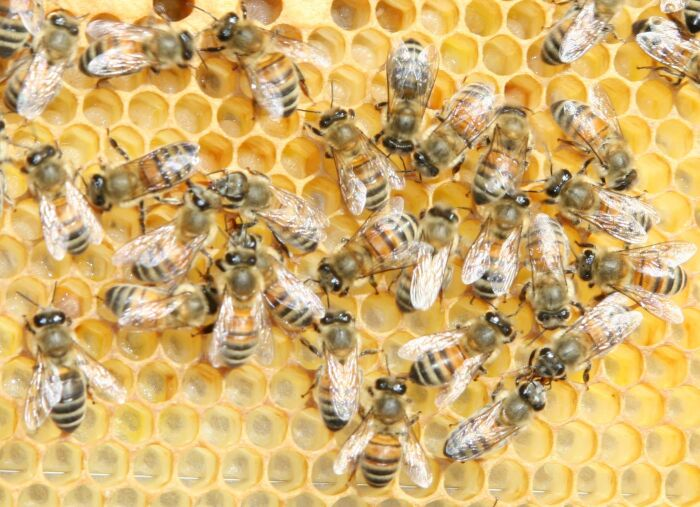
巴克法斯特蜂的工蜂